# Benedetta Buccellato

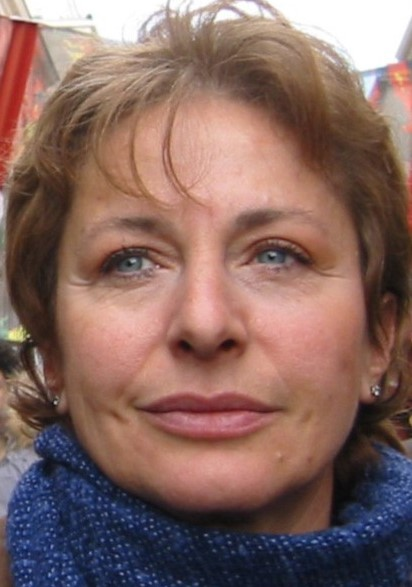
Benedetta Buccellato

Benedetta Buccellato (Roma, 17 febbraio 1953) è un'attrice italiana.

## Biografia
Nata a Roma, nel 1968 si è trasferita con la sua famiglia a Salerno, dove ha avuto le prime esperienze teatrali e dove ha frequentato la facoltà di Lettere classiche all'Università, laureandosi in Storia del teatro e dello spettacolo. Terminati gli studi universitari, è ritornata a Roma, dove si è diplomata all'Accademia nazionale d'arte drammatica. Ha debuttato in teatro nel 1975 come Ofelia in Amleto di Carmelo Bene (da Shakespeare a Laforgue) di Carmelo Bene. 
Da allora è stata la protagonista femminile in oltre cinquanta produzioni teatrali, diretta da importanti registi italiani (Maurizio Scaparro, Andrea Camilleri, Luca Ronconi, Egisto Marcucci, Elio Petri – prima e unica regia teatrale –, Antonio Calenda, Aldo Trionfo, Luigi Squarzina, Franco Zeffirelli, Enrico Maria Salerno, Giorgio Albertazzi) e stranieri (Benno Besson, Micha van Hoecke, Jerzy Stuhr).
Nel 1995, con Francesco Origo, Sara Bertelà e Valerio Binasco, ha costituito la compagnia I Durandarte, che ha portato in scena Re Cervo di Carlo Gozzi.
È autrice teatrale e radiofonica; tra i suoi testi rappresentati figurano La trasvolata di Italo Balbo, con Anna Marchesini; Valzer viola, regia di Umberto Marino (1981); La Pizia, da Friedrich Dürrenmatt, regia di Francesco Origo (1990); Marchas e Pitolet, regia di Francesco Origo (1991); la trilogia Qualcosa di nero (2005), Qualcosa di verde (2006) e Qualcosa di rosso (2007), regia dell'autrice.
È stata per otto anni presidente della Fondazione Nicolò Piccolomini per l'Accademia d'arte drammatica, istituto pubblico di assistenza e beneficenza per gli artisti teatrali anziani e indigenti. È segretario generale della ApTI - Associazione per il Teatro Italiano. È docente di Tecniche della recitazione all'Accademia nazionale d'arte drammatica "Silvio D'Amico".

### Vita privata
È attualmente sposata con il giornalista Massimo Mascini. È stata sposata con l'attore e regista Francesco Origo (Casella, 1959 - Alessandria, 2022), conosciuto nell'allestimento dello spettacolo La donna serpente, dal quale nel 1988 ha avuto un figlio, Giovanni Battista.

## Filmografia

### Cinema
- Quasi quasi mi sposo, regia di Vittorio Sindoni (1982)
- Maggio musicale, regia di Ugo Gregoretti (1989)
- I pavoni, regia di Luciano Manuzzi (1994)
- Almost Blue, regia di Alex Infascelli (2000)
- Romanzo di una strage, regia di Marco Tullio Giordana (2012)
- Anni felici, regia di Daniele Luchetti (2013)
- Mirabile visione: Inferno, regia di Matteo Gagliardi (2023) - docu-fiction

### Televisione
- Come una mamma, regia di Vittorio Sindoni – miniserie TV (1991)
- Amico mio – serie TV, episodio 2x04 (1998)
- Un prete tra noi, regia di Riccardo Donna – serie TV (1999)
- Casa famiglia – serie TV (2001-2003)
- Vento di ponente – serie TV (2002-2004)
- Lucia, regia Pasquale Pozzessere – film TV (2005)
- Incantesimo – soap opera, 38 puntate (2007)
- Altri tempi, regia di Marco Turco – miniserie TV (2013)
- L'Oriana – miniserie TV regia di Marco Turco (2015)
- 1993, regia di Giuseppe Gagliardi – serie TV, 4 episodi (2017)
- Tutto può succedere – serie TV (2017)

### Cortometraggi
- È stata lei, regia di Francesca Archibugi (2013)
- La notte del professore, regia di Giovanni Battista Origo (2016)
- Gong!, regia di Giovanni Battista Origo (2017)

## Teatro

Benedetta Buccellato in Mille franchi di ricompensa (1991)

- Amleto di Carmelo Bene (da Shakespeare a Laforgue), regia di Carmelo Bene (1975)
- Riccardo II, di William Shakespeare, regia di Maurizio Scaparro (1976)
- Le sedie, di Eugène Ionesco, regia di Andrea Camilleri (1978)
- Tre sorelle, di Anton Čechov, regia di Domenico Polidoro (1978)
- Al pappagallo verde e La contessina Mizzi, di Arthur Schnitzler, regia di Luca Ronconi, Teatro Stabile di Genova (1978)
- La donna serpente di Carlo Gozzi, regia di Egisto Marcucci, Teatro Stabile di Genova (1979)
- Turcaret, di Alain-René Lesage, regia di Egisto Marcucci, Teatro Stabile di Genova (1979)
- L'orologio americano, di Arthur Miller, regia di Elio Petri, Teatro Stabile di Genova (1981)
- Sogno di una notte di mezza estate, di William Shakespeare, regia di Antonio Calenda, Teatro Romano di Verona (1982)
- Una diabolica invenzione di Gérard de Nerval, regia di Aldo Trionfo, Teatro Stabile dell'Aquila (1982)
- Da elefante per i colpi duri, da passerotto per le melodie, da Pinter e Beckett, regia di Giancarlo Sammartano (1983)
- Il calapranzi, di Harold Pinter, regia di Giancarlo Sammartano (1983)
- Un leggero malessere, di Harold Pinter, regia di Giancarlo Sammartano (1983)
- Diana e la Tuda, di Luigi Pirandello, regia di Arnoldo Foà (1984)
- Oreste, di Euripide, regia di Luigi Squarzina, Teatro Greco di Siracusa (1984)
- Il Cid, di Corneille, regia di Giorgio Albertazzi, Teatro Olimpico di Vicenza (1984)
- Cafè Feydau, da Georges Feydeau, regia di Marco Parodi (1985)
- Spogliarello, monologo di Dino Buzzati, regia di Benedetta Buccellato (1985)
- Peccato che sia una sgualdrina, di John Ford, regia di Augusto Zucchi (1986)
- Elettra o La caduta delle maschere, di Marguerite Yourcenar, regia di Luca Coppola (1986)
- Anna Cappelli, monologo di Annibale Ruccello, regia di Benedetta Buccellato (1986)
- I cinque sensi, testo e regia di Luigi Squarzina (1987)
- Gioco a due, di Tennessee Williams, regia di Paolo Emilio Landi, Todi Festival (1988)
- La vita è sogno di Pedro Calderón de la Barca, regia di Giampiero Solari (1989)
- Sharps, testo e regia di Umberto Marino (1989)
- Donne, di Clare Boothe Luce, regia di Patrick Rossi Gastaldi (1990)
- Jimmy Dean, Jimmy Dean, di Ed Graczyk, regia di Renato Giordano (1991)
- Mille franchi di ricompensa, di Victor Hugo, regia di Benno Besson (1991)
- Ce n'est qu'un debut, di Umberto Marino, regia di Massimo Navone, Spoleto (1991)
- Sei personaggi in cerca d'autore, di Luigi Pirandello, regia di Franco Zeffirelli, Taormina Arte (1991)
- I sette contro Tebe, di Eschilo, regia di Luigi Squarzina, Teatro Olimpico di Vicenza (1992)
- Morte di un commesso viaggiatore, di Arthur Miller, regia di Enrico Maria Salerno (1993)
- Love Letters, di A. R. Gurney, regia di Ennio Coltorti, Taormina Arte (1993)
- Prometeo, attribuito al Maestro di Prometeo, regia di Antonio Calenda, Teatro Greco di Siracusa (1994)
- Tre donne alte, di Edward Albee, regia di Luigi Squarzina (1994)
- Re Cervo, di Carlo Gozzi, regia di Valerio Binasco, Benedetta Buccellato e Francesco Origo (1995)
- Prigioniero della seconda strada, di Neil Simon, regia di Tonino Pulci (1996)
- La guerra, di Carlo Goldoni, regia di Luigi Squarzina (1998)
- Alexis, o il trattato della lotta vana e Maria Maddalena, di Marguerite Yourcenar, regia di Marco Parodi (1998)
- Le troiane, di Euripide, regia di Micha van Hoecke (1999)
- I reverendi, di Sławomir Mrożek, regia di Jerzy Stuhr, Teatro Stabile di Genova (2001)
- Processo a Giulio Cesare. Anatomia di un omicidio, di Corrado Augias e Vladimiro Polchi, regia di Giorgio Ferrara (2005)
- Qualcosa di nero, testo e regia di Benedetta Buccellato (2005)
- Giù dal monte Morgan, di Arthur Miller, regia di Sergio Fantoni (2006)
- Qualcosa di verde, testo e regia di Benedetta Buccellato (2006)
- Qualcosa di rosso, testo e regia di Benedetta Buccellato (2007)
- Processo a Nerone. Le confessioni di Agrippina, di Corrado Augias e Vladimiro Polchi, regia di Giorgio Ferrara (2008)
- Cena a sorpresa, di Neil Simon, regia di Giovanni Lombardo Radice (2010)
- Per caso o per amore, testo e regia di Benedetta Buccellato (2010)
- Natale in casa Cupiello, di Eduardo De Filippo, regia di Nello Mascia, Teatro Biondo Stabile di Palermo (2011)
- Storia d'amore, di boschi e di follia, di Andrea Giuli, regia di Riccardo Leonelli (2022)
- Anna Cappelli, di Annibale Ruccello, regia di Amedeo Fago (2023)

## Prosa televisiva Rai
- Riccardo II di William Shakespeare, regia di Maurizio Scaparro, trasmessa l'8 aprile 1978
- La donna serpente di Carlo Gozzi, regia di Egisto Marcucci, trasmessa il 6 febbraio 1981
- Caffè Feydeau, regia di Marco Parodi, trasmessa il 16 gennaio 1987

## Radio
- La bestia dei Rivière, testo e regia di Lorenza Codignola, 6 novembre 1979
- Fine millennio, di Antonio Altomonte, regia di Giancarlo Sammartano, 10 dicembre 1980
- Acqua alta, di Günter Grass, regia di Giancarlo Sammartano, 19 febbraio 1981
- L'amore mori..., di Giuseppe Amar, regia di Luciano Paesani, 8 e 15 maggio 1981
- Valzer viola, di Benedetta Buccellato, regia di Umberto Marino, 9 novembre 1981
- Chéri, di Colette e Léopold Marchand, regia di Gerardo Vignoli, 12 ottobre 1985
- Il ritardo, di Vittorio Rossi, regia di Luciano Paesani, 22 gennaio 1986
- Che disgrazia l'ingegno!, di Aleksandr Sergeevič Griboedov, regia di Ida Bassignano, 9 aprile 1986
- La ragazza di campagna, di Clifford Odets, regia di Giancarlo Sammartano, 10 maggio 1986
- Assassinio nella cattedrale, di T. S. Eliot, regia di Angela Bandini, 24 dicembre 1988
- 06.7016484, testo e regia di Umberto Marino, 25 febbraio 1991
- L'anno prossimo alla stessa ora, di Bernard Slade, regia di Daniela Ardini, 2 gennaio 1993
- Voglia di padre, di Dario Piana, regia di Guido Maria Compagnoni, 65 puntate, 1995